# Elecciones generales de Mozambique de 1994
Las elecciones generales de Mozambique de 1994 tuvieron lugar entre el 27 y el 29 de octubre del mencionado año con el objetivo de elegir al presidente de la República para el período 1995-2000 y a los 250 escaños de la legislatura nacional, denominada Asamblea de la República. Estos comicios tuvieron el histórico carácter de ser las primeras elecciones libres desde la independencia del país africano. Se realizaron con el objetivo de poner fin al proceso de paz de la guerra civil mozambiqueña, entre el Frente de Liberación de Mozambique (FRELIMO), gobernante como partido único en el marco de un régimen socialista desde 1975, y la Resistencia Nacional Mozambiqueña (RENAMO), guerrilla insurgente anticomunista.
Debido a las dificultades ocurridas en el proceso de paz en Angola, en una situación similar, la elección mozambiqueña vio a la Organización de las Naciones Unidas inmiscuirse en el acto, con una presencia militar en el territorio del país, la ONUMOZ. Los esfuerzos y la financiación internacional a las dos fuerzas en combate, así como un sistema electoral proporcional con un umbral muy alto para las elecciones parlamentarias, llevaron a que solo el FRELIMO y la RENAMO tuvieran posibilidades realistas de competir por el poder, generando un bipartidismo de facto entre ambos partidos. La elección presidencial se polarizó totalmente entre el presidente incumbente, Joaquim Chissano, y el líder de la RENAMO, Afonso Dhlakama. Varios partidos menores intentaron formar alianzas y competir por los escaños parlamentarios, formándose una alianza conocida como Unión Democrática (UD), entre varios partidos que, si bien presentaron distintos candidatos presidenciales, procuraron evitar beneficiar a la polarización presentando una sola lista legislativa.
Chissano obtuvo un amplio triunfo con el 53.30% de los votos, evitando concurrir a una segunda vuelta electoral contra Dhlakama, que obtuvo el 33.73%. Los demás candidatos no superaron los tres puntos, aunque juntos lograron el 12.97% de las preferencias. Chissano triunfó en las provincias de Cabo Delgado, Gaza, Inhambane, Maputo, Niassa, Tete, y en la ciudad de Maputo, mientras que Dhlakama se impuso en Manica, Nampula, Sofala y Zambezia. El FRELIMO retuvo una estrecha mayoría parlamentaria con 129 de los 250 escaños, hasta la actualidad su resultado más exiguo, contra 112 escaños de la RENAMO. La Unión Democrática logró obtener las 9 bancas restantes y superar a la RENAMO en la provincia de Gaza. La participación electoral fue del 87.87% en las elecciones presidenciales, y del 87.89% en las parlamentarias.

## Antecedentes

### Guerra civil
Desde su independencia en junio de 1975, la República Popular de Mozambique, gobernada por el FRELIMO como único partido legal, enfrentaba una feroz guerra civil entre el régimen comunista y una organización insurgente opositora, la RENAMO. El FRELIMO era respaldado fuertemente por los países del Bloque del Este, aunque también recibía apoyos dentro del Bloque Occidental, a quienes la RENAMO parecía demasiado reaccionaria. La RENAMO, por su parte, fue únicamente financiada por los regímenes racistas de Sudáfrica y Rodesia (actual Zimbabue). Finalizando la década de 1980, con el fin de los gobiernos de la minoría blanca y la caída del comunismo en Europa, ambas fuerzas se vieron sin sus principales apoyos, lo que llevó a un estancamiento mayor del longevo conflicto, que había dejado al país en un desastroso estado económico, político y social. La muerte de Samora Machel en 1986 y su reemplazo por Joaquim Chissano llevó a que el FRELIMO emprendiera un camino de reformas, marcando el principio del fin de la guerra civil.
A mediados de 1990, el gobierno del FRELIMO anunció sus planes para redactar una nueva constitución, que introdujera un sistema multipartidista y eliminara todas las referencias al socialismo. Esto provocó una fuerte reacción interna de los elementos más marxistas del partido, así como de la RENAMO, que rechazó la nueva carta magna, más por su poca incidencia y aportes en la redacción de la misma que porque no estuviera de acuerdo con sus principios generales. La nueva constitución multipartidista, que contenía un proyecto de ley de derechos humanos, fue aprobada por la Asamblea Popular (que cambió su denominación por Asamblea de la República) en noviembre de 1990 y entró en vigor a fines de ese mes. En línea con el abandono del marxismo-leninismo, la constitución estaba completamente libre de terminología comunista y, por ejemplo, el término "Popular" se eliminó del nombre oficial del país.
Simultáneamente, el FRELIMO y la RENAMO comenzaron a ser presionados por los gobiernos vecinos de Zimbabue y Malaui, que se veían económica y militarmente perjudicados por la inestabilidad mozambiqueña, para que pusieran fin al conflicto. Estas presiones convergieron con las reformas constitucionales de FRELIMO y otras tendencias regionales, la independencia de Namibia; el inicio de las negociaciones de paz en Angola, sumida en un conflicto similar; la transición en Sudáfrica y el aumento de la democracia multipartidista en el resto de África, para mejorar el clima para las conversaciones de paz entre los combatientes mozambiqueños. Las iglesias y los países donantes también presionaron fuertemente a ambas partes, incluidos Gran Bretaña y Estados Unidos.

### Conversaciones de paz
Uno de los principales obstáculos para lograr que el FRELIMO y la RENAMO iniciaran conversaciones de paz era la negativa del FRELIMO a reconocer a la RENAMO como un socio negociador igualitario, así como su insistencia en que la RENAMO tenía que instaurar inmediatamente un alto al fuego como condición previa para iniciar conversaciones directas. Sin embargo, finalmente, debido a las presiones, el presidente Joaquim Chissano anunció en marzo de 1990 la intención de su gobierno de mantener conversaciones directas con los líderes de la RENAMO. Después de tener dificultades para acordar un lugar aceptable para ambos, el FRELIMO y la RENAMO aceptaron la invitación de la Comunidad de Sant'Egidio para reunirse en la oficina central de la organización en Roma, donde las conversaciones comenzaron en julio de ese año. Además del gobierno del FRELIMO y de las delegaciones de la RENAMO, asistieron a las charlas cuatro mediadores permanentes: el arzobispo Jaime Pedro Gonçalves; el profesor Andrea Riccardi (el jefe de Sant'Egidio); Dom Matteo Zuppi, también de la comunidad; y Mario Raffaelli, como representante del gobierno de Italia.
Después de dos años de negociaciones, aunque se habían logrado varios acuerdos menores, parecía que Chissano y el presidente de la RENAMO, Afonso Dhlakama, no llegarían a un tratado formal de paz. Sin embargo, en agosto de 1992, finalmente se llegó a un pacto. La prolongada sequía que asolaba a Mozambique a principios de la década de 1990 y la extrema necesidad de asistencia humanitaria del país contribuyeron en gran medida al deseo de paz de los dos líderes en esta etapa. En consecuencia, el 4 de octubre se firmó el Acuerdo General de Paz (GPA), en presencia del ministro italiano de asuntos exteriores y otros dignatarios extranjeros. El GPA contenía siete protocolos, incluido el acuerdo de alto el fuego y otros cuatro documentos. Al mismo tiempo, se solicitó la ayuda de la Organización de las Naciones Unidas para supervisar y ayudar con la implementación del GPA, Lo antes posible después del 15 de octubre de 1992, fecha en que entró en vigor el alto el fuego. El GPA fue posteriormente adoptado por la legislatura nacional de Mozambique y se convirtió en parte de la ley del país.
Al igual que en el plan de paz para Angola, el de Mozambique preveía que el alto el fuego fuera seguido de tres tareas principales: el desarme y la desmovilización de los dos ejércitos rivales según un calendario, la creación de un nuevo ejército nacional y la realización de elecciones generales multipartidistas. Sin embargo, el colapso del proceso de paz angoleño tras la realización de elecciones controvertidas y el retorno de la guerrilla anticomunista UNITA a la actividad armada llevó a que tanto el FRELIMO como la RENAMO tomaran precauciones extra para evitar que sucediera lo mismo. Para empezar, la RENAMO exigió que se le permitiera mantener el control militar de las zonas que controlaba hasta el final del proceso de paz, pues consideraba que la UNITA había dado al gobernante MPLA demasiado poder en la fase preelectoral. Como resultado, el GPA fue mucho más complejo que los Acuerdos Bicesse y la misión de la Operación de las Naciones Unidas en Mozambique (ONUMOZ) se extendió mucho más allá de lo que lo hizo la similar UNAVEM en Angola.
Además, en contraste con la situación en Angola, el componente militar de ONUMOZ, más de 6.000 efectivos, era mucho más grande y mejor equipado que el de UNAVEM en la fase preelectoral y el Enviado Especial de la ONU ocupó una posición más fuerte que en el caso de Angola, permaneciendo hasta 1995. Por lo tanto, el Enviado Especial presidió la Comisión de Observación y Supervisión (CSC) en lugar de ser solo uno de los miembros como en Angola. El Secretario General de las Naciones Unidas nombró a Aldo Ajello, un expolítico italiano y miembro principal del personal del Programa de las Naciones Unidas para el Desarrollo (PNUD), como su enviado o representante especial en Mozambique, que también era el jefe de ONUMOZ. El CSC, presidido por Ajello, fue el órgano principal y principal responsable de la implementación del plan de paz. Además del presidente, la CSC estaba formada por representantes del gobierno de Mozambique, la RENAMO y la Organización para la Unidad Africana y embajadores de los siguientes países observadores: Francia, Alemania, Italia, Portugal, Gran Bretaña y los Estados Unidos. Muchos otros países estuvieron representados, junto con la ONUMOZ y las partes contendientes, en las diversas comisiones subordinadas que se ocupan de la implementación del alto el fuego, la desmovilización y la reintegración de soldados, el establecimiento de un nuevo ejército y el monitoreo de la policía.

### Convocatoria electoral
Debido a que uno de los principales puntos del proceso de paz era el llamado a elecciones libres, se estableció una Comisión Nacional Electoral (CNE), una Comisión Nacional de Información (COMINFO), una Comisión Nacional de Asuntos de la Policía (NPAC) y una Comisión Nacional de Administración Territorial (CNAT). Esta última se dejó en manos de la RENAMO y el FRELIMO para que administraran conjuntamente las áreas divididas por la guerra. Aunque la ONUMOZ estuvo representada en la CNE para evitar fricciones y garantizar la limpieza electoral, el funcionamiento de las otras tres comisiones nacionales se dejó a los propios mozambiqueños, principalmente el FRELIMO y la RENAMO.
De especial interés fue el papel desempeñado por la Oficina de las Naciones Unidas para la Coordinación de Asistencia Humanitaria (UNOHAC). En estrecha colaboración con la ONUMOZ y la CSC, la UNOHAC se creó especialmente para la operación de Mozambique en una conferencia internacional de donantes en diciembre de 1992, un corolario de las negociaciones de paz en Roma. Con el tiempo, más de 1.000 millones de dólares estadounidenses se pusieron a disposición de diversas fuentes para uno de los mayores programas de desarrollo humanitario y socioeconómico asociado con una operación de mantenimiento de la paz. La UNOHAC no intentó hacer todo el trabajo por sí misma, sino monitorear y coordinar las actividades de los otros organismos de las Naciones Unidas y las docenas de ONG en relación con la repatriación de aproximadamente 1,5 millones de refugiados mozambiqueños, el reasentamiento de hasta 100.000 soldados desmovilizados y su reintegración en la sociedad civil, y la distribución de alimentos y asistencia médica en áreas devastadas por la guerra, para mencionar solo las tareas principales. Le correspondió a la UNOHAC organizarse para comenzar con el levantamiento de los millones de minas terrestres plantadas durante la guerra.

## Organización

### Desmovilización de tropas
El Acuerdo General de Paz (GPA) estipulaba que la desmovilización de fuerzas debía completarse a mediados de abril de 1993 y que las elecciones generales se realizarían a más tardar en octubre de ese año. Sin embargo, debido al amplio alcance de la operación de mantenimiento de la paz y al gran número de países e instituciones involucradas con ella, el calendario previsto por los negociadores pronto demostró ser totalmente irrealista. La ONUMOZ logró establecer su presencia en Mozambique solo en abril de 1993 y su componente militar alcanzó su fuerza total en septiembre de ese año, once meses después del comienzo del alto el fuego. La razón de la gran fuerza militar de la ONU fue el requisito de que reemplazaran a las tropas de Zimbabue y Malaui que custodiaban los corredores de Beira y Nacala. La RENAMO no confiaba en las tropas africanas extranjeras, en particular las zimbabuenses. Otra causa importante de la demora en la implementación del GPA fue la falta de cooperación entre el gobierno del FRELIMO y la RENAMO, debido a su hostilidad hacia los demás y, en consecuencia, su desconfianza mutua. Por lo tanto, ambas partes se mostraron renuentes a desarmar y disolver sus ejércitos, que constituían sus principales (sino sus únicas) fuentes de influencia y poder, y tendieron a resistir los esfuerzos de los monitores de la ONU para presionarlos a cumplir con el GPA.
Cuando, en octubre de 1993, un año después de la firma del GPA, se habían logrado muy pocos progresos tanto en la desmilitarización como en los preparativos para las elecciones, el Secretario General de las Naciones Unidas, Butros Butros-Ghali, visitó Mozambique para intervenir personalmente. La posibilidad real de que no solo se retirara la ONUMOZ, sino también los fondos de los donantes, resultó ser una palanca en manos del Secretario General para extraer una serie de compromisos tanto de Chissano y de Dhlakama. Como resultado, se hizo un comienzo casi inmediato de diversos pasos para desmilitarizar y celebrar elecciones. Se acordó que la desmovilización de los ejércitos y las milicias existentes se completaría en mayo de 1994, que el nuevo ejército nacional, las Fuerzas Armadas de Mozambique (FADM), estaría en pleno funcionamiento en septiembre de 1994 y que el registro de votantes se cerraría en junio de 1994 para que las elecciones se celebraran en octubre.

### Registro de votantes
La Comisión Nacional Electoral (CNE), compuesta por veintiún miembros y presidida por el profesor Brazão Mazula, un educador y actualmente vicecanciller de la Universidad Eduardo Mondlane de Mozambique, fue designada en enero de 1994 tras la promulgación de la nueva ley electoral el mes anterior. Mazula no tenía afiliación política y fue nombrado después de un acuerdo entre el FRELIMO y la RENAMO. Había dos vicepresidentes, uno nominado por el FRELIMO y otro por la RENAMO. En total, diez miembros del CNE fueron nominados por el FRELIMO, siete por la RENAMO, y tres por los otros partidos políticos.
La Secretaría Técnica para la Administración Electoral (STAE, por sus siglas en inglés) con personal de Mozambique, el órgano ejecutivo de la CNE, comenzó a funcionar en febrero. Tanto el CNE como el STAE fueron apoyados por el Grupo de Monitoreo del Proceso Electoral, que opera bajo los auspicios de Onumoz y representa al Programa de las Naciones Unidas para el Desarrollo y a los países donantes. El Grupo proporcionó personal especializado y otros recursos, y los países donantes finalmente financiaron el proceso electoral por un monto de US $ 60 millones. Las fechas de las elecciones, anunciadas en abril, iban a ser del 27 al 28 de octubre de 1994. Sin embargo, la capacitación de unos 8.000 empleados, agrupados en 1 600 equipos de cinco personas y otras preparaciones, retrasó el inicio programado del registro de votantes en aproximadamente tres meses. A partir del 1 de junio, la tasa de registro fue de solo 260.000 personas en la primera semana, pero cobró impulso para alcanzar el máximo de 700.000 en la séptima semana. Cuando se cerró la inscripción el 2 de septiembre, se habían registrado casi 6,2 millones de posibles votantes o el 81% de los aproximadamente 7,9 millones de ciudadanos que cumplían los requisitos.
Las tarjetas de identidad electoral (que incorporan una fotografía), emitidas a los votantes por los equipos de registro, proporcionaron efectivamente a los mozambiqueños adultos con prueba de identidad por primera vez en sus vidas. Los helicópteros desempeñaron un papel crucial para ayudar a transportar al personal de registro a las partes más remotas del país donde también se les debía suministrar alimentos, agua y equipo de campamento, un procedimiento que se repetiría durante las elecciones. La CIVPOL proporcionó la seguridad necesaria a los equipos de registro en áreas controladas por el gobierno o por Renamo. Afortunadamente para el proceso electoral, la situación de seguridad mejoró a medida que avanzaba la desmovilización de las tropas y las milicias.
Una campaña masiva de educación cívica para persuadir a los mozambiqueños a registrarse como votantes y sufragar en las elecciones comenzó en mayo. Fue concebida y realizada por el departamento de educación cívica de la CNE-STAE, con la asistencia activa del PNUD y el Grupo de Supervisión Electoral. que también coordinó y guio el trabajo realizado en este campo por docenas de ONG y grupos religiosos. Con cerca de 1.600 agentes capacitados para la educación de votantes (la mayoría de ellos mozambiqueños) interactuando con una población adulta que nunca había votado en una elección democrática y la mayoría de ellos analfabetos, este proyecto se convirtió en el acto de comunicación de masas más grande y concentrado de la 
historia de Mozambique. Involucró a todo el sector de medios de comunicación del país e instituciones relacionadas, que transmitieron el mismo, esencialmente simple, pero cuidadosamente concebido, mensaje al público en portugués y en las lenguas indígenas. El énfasis estaba en la comunicación de audio y vídeo, a través de la radio, la televisión, el teatro callejero y los centros de información, con material impreso que se utilizaba principalmente para apoyar los métodos audiovisuales.

### Preludio de la campaña
La primera elección democrática no racial de Sudáfrica en abril de 1994 y la visita del presidente electo Nelson Mandela a Mozambique en julio, facilitaron la tarea de los educadores electorales de Mozambique, ya que proporcionaron un ejemplo concreto de lo que se podía lograr a través de las elecciones. Además, el gobierno de unidad nacional de Sudáfrica estimuló el debate público sobre la viabilidad de un sistema de este tipo para Mozambique, especialmente en vista de la crisis postelectoral en Angola. Sin embargo, precisamente en el caso mozambiqueño se dio una situación distinta a la de Angola. Mientras que el MPLA ofrecía a la UNITA compartir el poder y esta se negaba; en Mozambique la RENAMO ofrecía un gobierno de unidad nacional, mientras que el FRELIMO rechazaba la idea de plano.
Aunque la desmilitarización, al igual que los preparativos para las elecciones, se había retrasado, a mediados de agosto, más del 80% de todos los soldados estaban presentes en los cuarenta y nueve puntos de reunión o habían sido desmovilizados. En esta etapa, el antiguo ejército mozambiqueño (FAM) y el ejército de la RENAMO se disolvieron formalmente y se inauguró el nuevo ejército nacional (FAMA). El proceso debía continuar hasta fines de 1994, cuando se habían desmovilizado un total de casi 92.000 soldados: 71.000 de FAM y 21.000 de la RENAMO. Este total no incluyó a los 12.000 soldados, unos 8.500 de la FAM y 3.500 de la RENAMO, que se habían unido al nuevo ejército. Sin embargo, la asistencia humanitaria a los exsoldados continuaría hasta fines de 1996.
Una innovación importante para acelerar la desmovilización y garantizar que, en el momento de las elecciones, haya relativamente pocos soldados disponibles para reanudar la guerra civil, si alguna de las partes contendientes deseara hacerlo, se introdujo el plan de apoyo a la reintegración (RSS). por la ONUMOZ y respaldado financieramente por los gobiernos observadores. Implicaba pagos en efectivo a exsoldados durante un período de dieciocho meses después de la desmovilización, más allá de los tres meses de la indemnización por despido que proporcionaría el gobierno de Mozambique. Además, los exsoldados y sus familias recibieron raciones de alimentos, ropa, kits de herramientas y semillas como parte del programa de asistencia humanitaria. Se gastó un total de US$ 95 millones en este plan o más de $1.000 por soldado dado de baja, en comparación con menos de $100 por persona en el caso de los aproximadamente 4,5 millones de refugiados o desplazados internos.

## Sistema electoral
Los comicios presidenciales y parlamentarios se realizaron bajo constitución mozambiqueña de 1990 y la ley electoral aprobada el 28 de diciembre de 1993, empleada también para las anteriores elecciones, sin que se realizaran modificaciones a la misma. La ley electoral estipulaba lo siguiente:
El presidente de la República de Mozambique es elegido directamente bajo sufragio universal y secreto por mayoría absoluta de votos para un mandato de cinco años, con posibilidad de una sola reelección inmediata. Si ningún candidato obtiene el 50% más uno de los votos en la primera vuelta electoral, se debe realizar una segunda vuelta electoral de desempate entre los dos candidatos que hayan recibido la mayor cantidad de votos, en la cual el más votado resultará electo. El presidente designará al primer ministro, así como a los once gobernadores de las diez provincias y la ciudad de Maputo.
La Asamblea de la República está compuesta por 250 escaños elegidos mediante representación proporcional por listas en once distritos plurinominales (uno para cada provincia y la ciudad de Maputo). La distribución de escaños se hace mediante el método D'Hondt con un umbral electoral del 5% de los sufragios emitidos para que los partidos obtengan representación parlamentaria. La distribución de escaños por provincia fue la siguiente:
| Provincia        | Escaños | Mapa |
| ---------------- | ------- | ---- |
| Niassa           | 11      |      |
| Cabo Delgado     | 22      |      |
| Nampula          | 54      |      |
| Tete             | 15      |      |
| Zambezia         | 49      |      |
| Manica           | 13      |      |
| Sofala           | 21      |      |
| Gaza             | 16      |      |
| Inhambane        | 18      |      |
| Maputo           | 13      |      |
| Ciudad de Maputo | 18      |      |
| Total            | 250     |      |

A principios de septiembre, luego del registro de votantes, el CNE asignó escaños legislativos por provincia, según el número de votantes en cada provincia, y los partidos se adelantaron para compilar sus listas de candidatos a nivel provincial. Catorce partidos, incluidos el FRELIMO y la RENAMO, fueron acreditados por el CNE para impugnar la elección legislativa, mientras que fueron aceptadas doce nominaciones presidenciales, entre ellas la del presidente Chissano y la de Dhlakama.

## Candidaturas

### FRELIMO
|                                        |
| Candidatura del FRELIMO de 1994        |
| Joaquim Chissano                       |
| para presidente                        |
|                                        |
| Presidente de la República (1986-1995) |

Con la eliminación de los vestigios finales del marxismo del FRELIMO en el V Congreso del partido en 1989, se iniciaron mayores programas de reforma económica con la ayuda del Banco Mundial, el Fondo Monetario Internacional y varios donantes internacionales. El FRELIMO también creía que necesitaba reducir todos los rastros de influencia socialista, lo que resultó en la expulsión de los marxistas de línea dura como Sergio Viera, Jorge Rebelo y Marcelino dos Santos de las posiciones de poder e influencia dentro del partido. Además, el FRELIMO comenzó a revisar la historia de la guerra de Independencia de Mozambique para distorsionarla y adaptarla a las nuevas y contradictorias creencias pro-capitalistas del partido.
Durante la ONUMOZ, la tendencia dentro de las filas del FRELIMO era considerar la presencia de la ONU como una violación de la soberanía del gobierno y los esfuerzos diplomáticos para crear un clima de confianza se percibían como una burla a los caprichos de los rebeldes. No obstante, el gobierno cedió a algunas de las demandas de RENAMO al permitir que su oponente designara hasta tres "asesores" en las oficinas de los gobernadores provinciales, quienes eran designados por el gobierno. Como sucedió en Angola, el gobierno temía perder el control de la seguridad interna. Provocó un alboroto entre todos sus oponentes debido a la creación de una unidad especial, supuestamente tropas convertidas en policías, para sofocar disturbios y levantamientos, lo que obligó a la ONUMOZ a adquirir unos 1.000 empleados adicionales para su unidad de policía civil (CIVPOL) para supervisar a la Policía de Mozambique.
Además de la crisis interna del FRELIMO en cuanto a la presencia militar extranjera en el país, el liderazgo de Chissano enfrentaba una oposición reaccionaria de parte del sector más izquierdista del partido. Sin embargo, existía un amplio consenso de que era necesario preservar la unidad del partido, así como un continuismo de las políticas reformistas de Chissano, para poder competir contra la RENAMO en las futuras elecciones y evitar que el proceso de paz se saliera de control. De este modo, el único candidato natural del partido a la presidencia de la República en unas elecciones libres continuaría siendo Chissano.

### RENAMO
|                                                                           |
| Candidatura de la RENAMO de 1994                                          |
| Afonso Dhlakama                                                           |
| para presidente                                                           |
|                                                                           |
| Presidente del Gobierno Nacional de Resistencia de Mozambique (1979-1992) |

Una razón fundamental para la recalcitación de RENAMO durante el proceso de paz fue su falta de riqueza y su acceso limitado a los recursos, mientras que el FRELIMO controlaba los recursos del estado, incluidas algunas de las ayudas donadas del extranjero. Como resultado, la RENAMO enfrentó problemas formidables al transformarse en un partido político capaz de competir con el FRELIMO en las próximas elecciones. Un problema práctico inmediato, por ejemplo, fue encontrar suficientes personas de confianza y adecuadamente calificadas para representar a la RENAMO en las numerosas comisiones provocadas por el proceso de paz, que además tenían que poder pagar su residencia en Maputo. Aunque la RENAMO finalmente recibió fondos de donantes, que en última instancia ascendieron a unos US$ 18 millones, no ocurrió antes de que la parte se retirara de las estructuras de transición durante aproximadamente tres meses, de marzo a junio de 1993.

### Otras fuerzas
Los partidos menores intentaron formar alianzas, porque el umbral electoral del cinco por ciento del total de los votos válidos emitidos era bastante alto. Finalmente, dos alianzas disputaron las elecciones legislativas: la Unión Democrática (UD), compuesta por tres partidos y dirigida por Antiono Palange, y la Alianza Patriótica (AP), compuesta por dos partidos y dirigida por el Dr. Máximo Dias. Además de Joaquim Chissano y Afonso Dhlakama, los candidatos presidenciales y líderes del partido más conocidos fueron Palange y Dias de las alianzas mencionadas, junto con Wehia Ripua del Partido Democrático de Mozambique (PADEMO), Domingos Arouca del Frente Unido de Mozambique (FUMO) y Carlos dos Reis de la Unión Nacional Mozambiqueña (UNAMO), una facción disidente de la RENAMO.
Sin embargo, ya era evidente que solo había dos partidos con posibilidad de disputar el poder, el FRELIMO y la RENAMO, y todos los demás eran contendientes menores. Las terceras fuerzas no estuvieron representadas en las negociaciones en Roma y la CNE fue la única estructura en el proceso de transición que incluyó representantes de los partidos más pequeñas o desarmadas, porque la preocupación internacional se centró en pacificar a los dos beligerantes armados. Sin embargo, en vista de las subvenciones financieras otorgadas a la RENAMO, que nunca dejaron de exigir más dinero, ONUMOZ finalmente desembolsó una suma de US$50.000 a cada uno de los partidos registrados más pequeños para sufragar sus gastos electorales. Solo se otorgarían más subvenciones si se presentara a ONUMOZ una contabilidad adecuada de los gastos.

## Campaña
Todos los candidatos presidenciales y los partidos tuvieron que comenzar sus campañas electorales el mismo día (22 de septiembre), según lo estipulado por la Ley Electoral. Sin duda, las campañas realizadas por el FRELIMO y la RENAMO eclipsaron a las de los partidos menores. Todos los partidos hicieron campaña en Maputo y en las ciudades más grandes, aunque Chissano y Dhlakama concentraron sus esfuerzos en el norte de Mozambique, presumiblemente porque ambos descartaban las regiones que les eran esquivas y consideraban que tenían consolidados sus principales fortalezas de popularidad (el sur y la capital para Chissano y el centro del país para Dhlakama). Las reuniones políticas fueron generalmente pacíficas. Sin embargo, hubo numerosos casos de intolerancia e intimidación mostrados por partidarios de ambos bandos en todas las provincias.
Los observadores de las campañas opinaron que, en general, los medios de comunicación brindaron una buena cobertura de todos los partidos y candidatos en el período previo a las elecciones históricas. Sin embargo, al haber adquirido los servicios de una empresa brasileña de relaciones públicas, el presidente Chissano y la máquina de campaña del FRELIMO fueron los más sofisticados y mejor organizados y, por esta razón, recibieron la mayor publicidad. Los comentarios de los medios electrónicos estatales y la mayoría de los periódicos tendían a favorecer al gobierno, a pesar de su esfuerzo por la imparcialidad. El fax de Imparcial Fax estaba sesgado hacia la RENAMO, que se basó en la feroz retórica beligerante de su líder para difundir su mensaje. La campaña culminó el 25 de octubre, iniciando un período de reflexión en el que estaba prohibido hacer proselitismo.
En la tarde del 26 de octubre, la víspera de las elecciones, el líder y candidato de la RENAMO, Dhlakama, provocó una crisis al anunciar que su partido se retiraría de las elecciones. La razón postulada para el boicot fue la llamada evidencia de que el CNE planeaba manipular las elecciones a favor del gobierno. Dhlakama declaró: "Estas elecciones vienen con un fraude preparado de antemano, no las aceptaremos y nadie puede obligarnos a aceptalas". Se produjo una oleada de actividades diplomáticas y en la mañana del 28 de octubre, Dhlakama suspendió el boicot después de que la ONUMOZ le hubiera asegurado que examinaría las quejas de la RENAMO antes de declarar las elecciones libres y justas. Como resultado, las elecciones se extendieron por un día, hasta el 29 de octubre para que pudieran votar aquellos que hubieran adherido al boicot.

## Elección presidencial
Mientras tanto, el 27 de octubre, los mozambiqueños comenzaron a votar en gran número, a pesar del boicot. La situación era tranquila y pacífica, a pesar de la tensión inicial, y se mantuvo así en todo momento. Con alrededor de 52.000 oficiales electorales prestando servicios en 7.244 centros de votación, el lado logístico de la elección fue aún más complejo y completo que el prolongado proceso de registro de votantes. Además, había alrededor de 35 000 monitores que cuidaban los intereses de los diversos partidos políticos, y más de 2 300 observadores imparciales, reclutados por Onumuz, para supervisar oficialmente el proceso. También hubo un gran número de observadores no oficiales y periodistas extranjeros que asistieron a la ocasión. La población parecía tranquila con el proceso, y entusiasmada con la instauración de un régimen democrático, e incluso durante el fallido boicot, el propio Dhlakama declaró que no reanudaría la guerra civil aún si las elecciones fueran efectivamente fraudulentas, sino que se limitaría a desafiarlas en el plano jurídico.
Para promover la transparencia y evitar disputas, el primer recuento se realizó en cada centro de votación, inmediatamente después del cierre de la votación el tercer día, y se dieron a conocer los resultados de ambas elecciones, la presidencial y la legislativa. A partir de entonces, las boletas fueron llevadas bajo la escolta a la sede provincial de la CNE para ser contadas dentro de los siete días, seguidas de su envío, nuevamente bajo la escolta, a la sede de la CNE-STAE en Maputo para el conteo nacional dentro de otros siete días. Debido a las promesas hechas anteriormente al líder de la RENAMO, se hicieron los recuentos, lo que causó un mayor retraso.
El CNE anunció los resultados finales de ambas elecciones el 19 de noviembre y el mismo día el Enviado Especial Ajello declaró que las elecciones habían sido libres y justas.
|  | 53.30 % |

|  | 33.73 % |

|  | 2.87 % |

|  | 2.44 % |

|  | 2.34 % |

|  | 1.19 % |

|  | 1.03 % |

|  | 0.76 % |

|  | 0.70 % |

|  | 0.65 % |

|  | 0.49 % |

|  | 0.49 % |

|  | 91.46 % |

|  | 8.54 % |

|  | 100.00 % |

|  | 87.87 % |

## Elección legislativa

### Resultados generales
| Porcentaje de votos logrado por cada partido |
| --- |
| |
| FRELIMO (44.33%) RENAMO (37.78%) UD (5.15%) AP (1.95%) SOL (1.67%) FUMO-PCD (1.39%) PCN (1.27%) PIMO (1.23%) PACODE (1.10%) PPMM (1.03%) PRD (1.01%) PADEMO (0.77%) UNAMO (0.73%) PT (0.56%) |

| Distribución de escaños en la Asamblea de la República    |
| --------------------------------------------------------- |
|                                                           |
| 129 escaños (FRELIMO) 112 escaños (RENAMO) 9 escaños (UD) |

|  | 44.33 % |

|  | 37.78 % |

|  | 5.15 % |

|  | 1.95 % |

|  | 1.67 % |

|  | 1.39 % |

|  | 1.27 % |

|  | 1.23 % |

|  | 1.10 % |

|  | 1.03 % |

|  | 1.01 % |

|  | 0.77 % |

|  | 0.73 % |

|  | 0.56 % |

|  | 88.32 % |

|  | 11.68 % |

|  | 100.00 % |

|  | 87.89 % |